# Nedim Bajrami
Pour les articles homonymes, voir Bajrami.
Nedim Bajrami, né le 28 février 1999 à Zurich, en Suisse, est un footballeur international albanais. Il évolue actuellement au poste de milieu de terrain aux Rangers FC.

## Biographie

### En club
Nedim Bajrami passe toute sa jeune carrière de footballeur au Grasshopper Club Zurich. En 2019, il signe à l'Empoli FC, et participe en 2021 au sacre de son club en Serie B.

### En équipe nationale
Nedim Bajrami est retenu dans la liste des 26 joueurs albanais du sélectionneur Sylvinho pour participer à l'Euro 2024. Le 15 juin 2024, lors de la première journée de la phase de groupes face à l'Italie, il inscrit le but le plus rapide de l'histoire de l'Euro, à la 22e seconde, après une touche ratée de Federico Dimarco. Son apport offensif s’arrête là et l’Albanie est éliminé après une défaite face à l’Italie (2-1), un nul 2-2 face à la Croatie puis une défaite 1-0 face à la Roja.

## Palmarès

### En club
- Rangers FC
  - Finaliste de la Coupe de la Ligue écossaise en 2024